# Степан Дабиша
Степан Дабиша (босн. Stjepan Dabiša) (помер 1395 року) — король Боснії з династії Котроманічів у 1391–1395 роках.

## Біографія
Ступінь родинних зв'язків Степана зі своїм попередником Твртко I невідомий. За однією з версій він був сином Нінослава, молодшого брата бана Стефана II, за іншою — незаконнонародженим сином Владислава Котроманіча і, таким чином, зведеним братом Твртко I. Рік народження невідомий, народився точно пізніше 1339 року.
Дабиша успадкував трон Твртко I 1391 року. Королівська влада була хиткою, могутні вельможі правили у своїх землях, як у незалежних князівствах. Особливо вірним це було для Захумлє, що увійшло до складу Боснійського королівства у 20-их роках XIV століття, яким керували князі з роду Санковичів. Останні продали Конавле Рагузькій республіці, що спричинило гнів короля. За допомогою армії князя Влатко Вуковича Конавле було відбито, а Санковичі позбавлені влади.
1392 року відновились напади турків на Боснію, але дії проти них бана Хорватії та Великого князя Боснії Хрвоє Вукчіча були успішними.
Решта періоду правління короля пройшла у братерських війнах. У боротьбі за угорський трон між Сигізмундом Люксембурзьким та Ладиславом Неапольським, Дабиша намагався маневрувати, прагнучи утримати контроль над важливими адріатичними портами, завойованими його попередником. Зрештою, Сигізмунд, який здобув перемогу, вторгся до Боснії та змусив Дабішу визнати свою верховну владу, передати угорському королівству далматинські порти й призначити себе своїм спадкоємцем (дружина Сигізмунда Марія за материнською лінією походила з дому Котроманічів. Однак після смерті Дабиші 1395 року боснійська знать виступила за перехід трону до дружини померлого короля, Олени Груби.
Степан Дабиша за нетривалий період свого правління зумів втратити всі надбання, зроблені Твртко I. З його правління починається період швидкого занепаду Боснії.